# Erimonax monachus
Erimonax monachus är en fiskart som först beskrevs av Edward Drinker Cope, 1868.  Erimonax monachus ingår i släktet Erimonax och familjen karpfiskar. IUCN kategoriserar arten globalt som nära hotad. Inga underarter finns listade i Catalogue of Life.